# Черненко, Андрей Григорьевич
Андре́й Григо́рьевич Черне́нко (род. 19 августа 1953 года) — российский государственный и политический деятель, журналист, руководитель Государственной фельдъегерской службы России (2000—2002), Федеральной миграционной службы России (2004—2005), генерал-полковник внутренней службы в отставке, кандидат юридических наук.

## Биография
Родился 19 августа 1953 года в Хабаровске. В 1980 году окончил факультет журналистики МГУ. С 1970 года по 1973 год служил на Черноморском флоте ВМФ СССР. После окончания службы работал в редакциях газет «Знамя коммунизма» (Тульская область), «Молодой коммунар» (газета Тульского обкома ВЛКСМ), «Советская торговля», «Советская Россия», «Советская культура».
С 1987 года был специальным корреспондентом и заместителем редактора в газете «Правда». В 1988 году окончил Академию общественных наук при ЦК КПСС.
В органах внутренних дел с 1989 года. В этом же году его как журналиста, имеющего опыт работы в нескольких газетах, назначили на пост главного редактора журнала «Советская милиция».
В 1991 году Черненко назначен на должность начальника Центра общественных связей МВД России, в 1992 году — начальником Центра общественных связей Министерства безопасности Российской Федерации.
С 1993 года — заместитель директора издательства «Русская книга».
В 1994 году — помощник председателя Комитета Российской Федерации по делам печати.
5 марта 1994 года Черненко стал заместителем председателя Комитета Российской Федерации по делам печати.
С 11 января 1995 года — заместитель Министра Российской Федерации по делам национальностей и региональной политике.
С 27 мая 1996 года статс-секретарь — первый заместитель Министра Российской Федерации по делам национальностей и федеративным отношениям.
С 28 января 1997 года — первый заместитель Министра Российской Федерации по делам национальностей и федеративным отношениям.
С сентября 1997 года — начальник Управления информации и общественных связей МВД России. С мая 1998 года — начальник Главного управления кадров МВД России.
1 апреля 1999 года стал заместителем Министра внутренних дел Российской Федерации.
С 25 мая 1999 года руководитель Аппарата Правительства Российской Федерации — Министр Российской Федерации.
С 3 сентября 1999 года — директор Государственной фельдъегерской службы при Правительстве Российской Федерации.
Вскоре служба при Правительстве была преобразована в отдельную структуру. 18 мая 2000 года Черненко был назначен на должность директора Государственной фельдъегерской службы Российской Федерации.
С 23 февраля 2002 года по 5 апреля 2003 года — заместитель Министра внутренних дел Российской Федерации — директор Федеральной миграционной службы.
С 5 апреля 2003 года по 13 ноября этого же года — первый заместитель Полномочного представителя Президента Российской Федерации в Северо-Западном федеральном округе.
В ноябре 2003 года стал вице-губернатором Санкт-Петербурга по вопросам законности, правопорядка, внешних связей, туризма и информатизации.
3 июня 2004 года Черненко занял должность директора Федеральной миграционной службы.
С 2005 года работает в банке «ВТБ», стал вице-президентом, а затем и старшим вице-президеном.
10 августа 2015 года назначен заместителем председателя правления Евразийского банка развития.
Живёт в Москве. Женат, воспитал дочь и сына. Сын работает в банке «ВТБ»..

## Награды и почётные звания
- Орден «За заслуги перед Отечеством» IV степени
- Орден Почёта
- 11 медалей
- Почётная грамота Правительства Российской Федерации (31 августа 1999 года) — за заслуги перед государством и многолетний добросовестный труд[18]
- Нагрудный знак «Почётный сотрудник МВД России»[19]
- Наградное огнестрельное оружие